# Llibre becerro
Un Llibre Becerro és un còdex medieval en el qual eren copiats els privilegis de les esglésies i monestirs per ser usats de forma corrent.
El becerro és un llibre en què les esglésies i monestirs copiaven els seus privilegis i pertinences per a l'ús manual i corrent. A les Sinodales s'ordena que, per tal que, amb la deguda diligència, es guardin i conservin les memòries, disposicions i béns dedicats al culte diví i obres pies i en compliment de les constitucions apostòliques, hi hagi a cada església de les diòcesis un llibre titulat Becerro, on s'inventariin totes les possessions, llegats i tributs de totes les fàbriques, beneficis i capellanies amb els béns donats per a aniversaris, festes i memòries que hi hagués a cada església, declarant-se en els assentaments, els oficis aniversaris, misses i memòries que s'han de dir i els béns de les esmentades possessions i heretats, lloc i indret on estan i les fites que cadascuna d'elles té, ben clares i especificades. Aquest llibre s'ha de conservar en l'arxiu juntament amb les altres escriptures i documents pertanyents á cada església respectiva de les diòcesis. (Sinodales, lib. ni, tit. v, Const. ii.)

## Llibres famosos

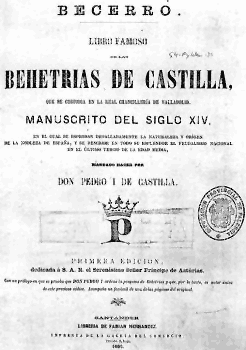

- Llibre Becerro de la Catedral d'Oviedo.
- Becerro de les Behetrías de Castella.
- Llibre becerro de la Universitat de Salamanca.
- Becerro de la Casa dels Vélez.
- Llibre Becerro del Monestir de Santa María de l'Oliva.
- Llibre Becerro del Perú